# Наука Стародавнього Риму
Давньоримська наука дістала у спадок низку грецьких досліджень, але на відміну від них (особливо у сфері математики та механіки) набула переважно прикладного характеру. Через це всесвітнє розповсюдження здобули саме римська нумерація та юліанський календар. Водночас характерною рисою римської науки були виклад наукових питань у літературно-цікавій формі. Особливого розквіту досягли юриспруденція та сільськогосподарські науки, багато творів було присвячено архітектурі, містобудівній та військовій техніці.

## Система Всесвіту заПтолемеєм, досягнення у астрономії та астрології

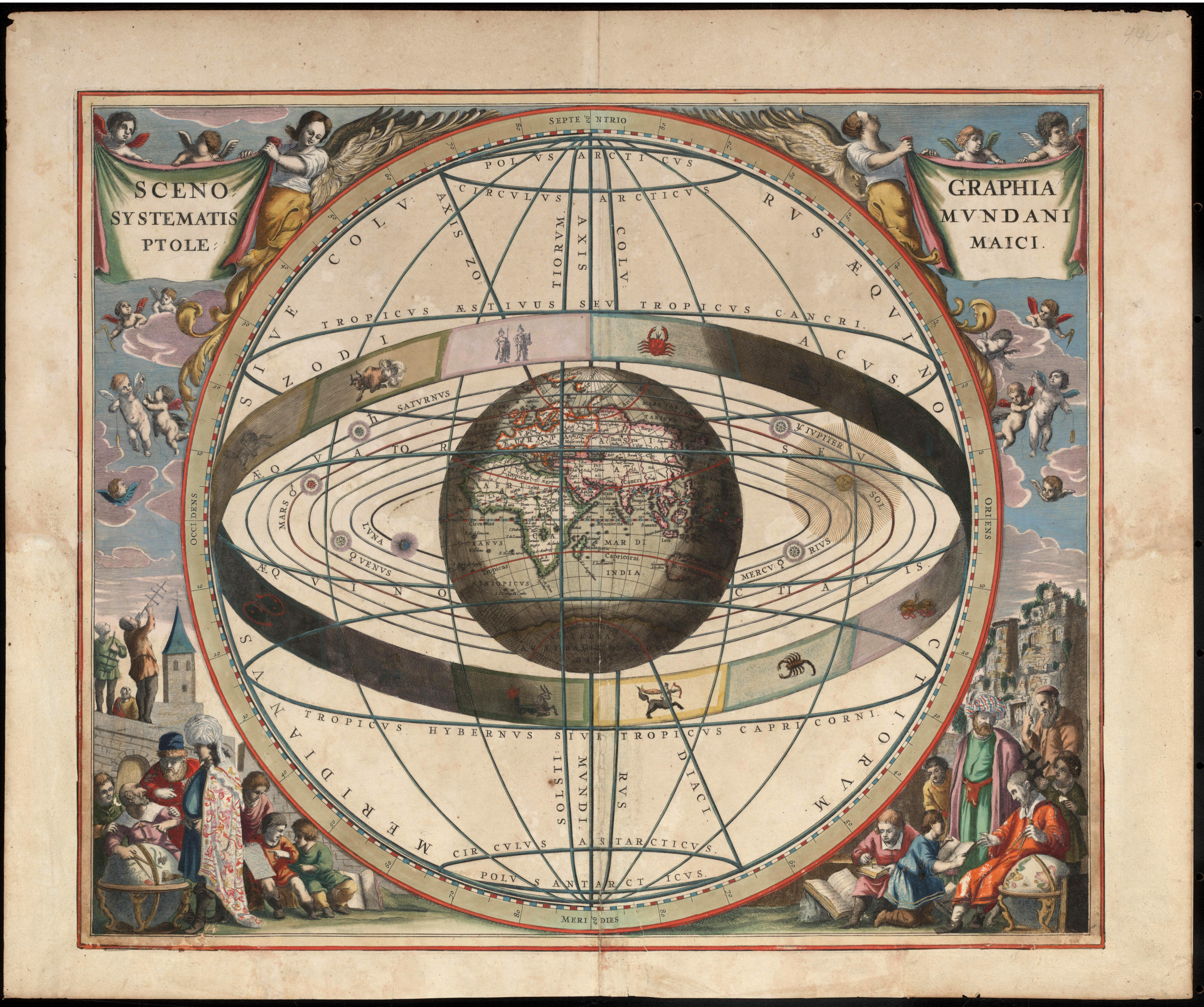
Система всесвіту за Клавдієм Птолемеєм

Нарівні з природними науками набули подальшого поширення астрономія та астрологія, але тут успіхів було не так багато, як в інших областях знань. Так, Клавдій Птоломей відмовився від геліоцентричної теорії Арістарха Самосського. Замість її він запропонував теорію, згідно з якою центром Сонячної системи була Земля, а Сонце й інші небесні тіла оберталися навколо неї. Пізніше ця теорія була запозичена християнськими теологами і стала основою середньовічного розуміння устрою Всесвіту. Астрологія була занесена в Рим з Месопотамії і була популярна у II і особливо у III століттях.
Помітним внеском римської науки було створення цілого ряду енциклопедичних робіт, що систематизували знання, нагромаджені в різних сферах. Так, основні ідеї античної матеріалістичної думки про атоми, про смертність душі, незалежність природи від волі богів викладає Тит Лукрецій Кар в науково-просвітницькій поемі «Про природу речей». Найвизначнішими представниками природознавства були вчені-енциклопедисти Гай Пліній Секунд Старший, Марк Теренцій Варрон і Луцій Анней Сенека.

## Досягнення у науці

### Загальні відомості
У другій половині I ст. Пліній Секунд написав велику "Природничу історію", яка була першою енциклопедією з фізичної географії, ботаніки, зоології і мінералогії. У кінці I – на початку II ст. відомий римський історик Тацит у своїх двох творах "Діяння Публія Валерія Агріколи" і "Німеччина" описав побут і суспільний устрій племен Центральної Європи, які продовжували зберігати свою незалежність від Римської імперії.

### Юриспруденція
Найбільш розвиненою з наук у Римі була юриспруденція. До видатних досягнень римлян належить створена ними правова система, що відіграла вирішальну роль у подальшому розвитку юридичної думки. В середині V ст. до н. е., в період ранньої республіки значною подією стало укладання закону 12 таблиць, у якому були викладені принципи устрою римської родини, стверджувалась рівність громадян, розглядалися питання спадкового права. В подальшому сформувалася спеціальність професійних юристів, і з ІІІ ст. до н. е. вони вже проводили юридичні консультації з клієнтами. В І ст. до н. е. в Римській державі існувала юридична література, серед авторів якої вирізнявся Муцій Сцевола (140–82 рр. до н. е.). В цей період відбулася спеціалізація права, що розділилося на особове та громадське 

### Географія
Класична праця з географії належить Страбону, що зібрав в своїй «Географії» всі відомі тоді зведення про країни і народи — від Британії до Індії. Птолемей, узагальнюючи астрономічні спостереження, розробив геоцентричну модель світу, згідно з якою навколо кулястої Землі обертаються Сонце та інші планети. Ця модель залишалася пануючою аж до Нового часу.

### Філософія
Давньоримська філософія розвивалася переважно у фарватері грецької, з якою вона була значною мірою пов'язана. Популярність отримали насамперед морально-етичні вчення. Майже офіційною доктриною римської держави став стоїцизм, який бачив мету філософії в тому, щоб указати шлях до щастя. Великим представником цього напряму був Сенека. Він відігравав помітну політичну роль при дворі імператора Нерона, але закінчилася його кар'єра трагічно. Запідозривши Сенеку у змові, Нерон змусив філософа покінчити життя самогубством. Сенека розробляв проблеми практичної моралі: подолання страху смерті, важливість стриманості, етична рівність людей. Філософська розробка такого кола ідей дозволяє вважати вчення Сенеки одним з джерел християнської етики.

### Медицина
Видатних успіхів досягла римська наука у сфері медицини. Серед видатних медиків Стародавнього Риму можна відзначити: Діоскоріда — фармаколога та одного із засновниківботаніки, Сорана Ефеського — акушера і педіатра, Клавдія Галена — талановитого анатома, який розкрив функції нервів і головного мозку, проводив досліди з вивчення дихання, діяльності спинного мозку. Галену належить перша в історії науки концепція кровообігу. Вагомий внесок також зробили Скрибоній Ларг, Марцел Емпірик, Секстій Нігер.

### Історія
З урахуванням особливого відношення римлян до своєї держави зрозуміла та виняткова роль, яку відігравала історична наука. У Давньому Римі історики, як правило, займали високе суспільне положення і активно брали участь в політичному житті. Історичні твори належать перу Юлія Цезаря («Записки про галльську війну»). Близьким до Октавіана Августа бувТит Лівій, твори якого є часто єдиним джерелом для вивчення цілих періодів в історії раннього Рима. Тацит намалював картину римської історії часів Імперії, приділивши значне місце опису варварських племен, що нападали на Рим, згадавши серед інших і венедів (одна з назв слов'янських племен у давні часи).